# Kleče, Grebinj
Kleče (nemško Gletschach) je naselje v Občini Grebinj v Okraju Velikovec na Koroškem v Avstriji.